# Tululita
La tululita és un mineral de la classe dels òxids. Rep el nom de Tulul Al Hammam, a Jordània, la seva localitat tipus.

## Característiques
La tululita és un òxid de fórmula química Ca14(Fe3+,Al)(Al,Zn,Fe3+,Si,P,Mn,Mg)15O36. Va ser aprovada com a espècie vàlida per l'Associació Mineralògica Internacional l'any 2014. Cristal·litza en el sistema isomètric. La seva duresa a l'escala de Mohs és 6,5.
L'exemplar que va servir per a determinar l'espècie, el que es coneix com a material tipus, es troba conservat a les col·leccions del Museu geològic de Sibèria Central, a Novosibirsk (Rússia), amb el número de catàleg: vii-91/1.

## Formació i jaciments
Va ser descoberta a Tulul al Hammam, a la localitat de Siwaga, dins la regió de Hashem (Governorat d'Amman, Jordània), on es troba en grups prims en forma de grans irregulars, associada a altres minerals com la zincita, la spurrita, la periclasa, la fluorel·lestadita i la calcita. Aquest indret és l'únic a tot el planeta on ha estat descrita aquesta espècie mineral.